# Constitución megye
Constitución (spanyol nevének jelentése: alkotmány) egy megye Argentína középpontjától északkeletre, Santa Fe tartományban. Székhelye Villa Constitución.

## Népesség
A megye népessége a közelmúltban a következőképpen változott:
| Év   | Lakosság |
| ---- | -------- |
| 2001 | 82 710   |
| 2010 | 86 910   |